# Storia della Transnistria

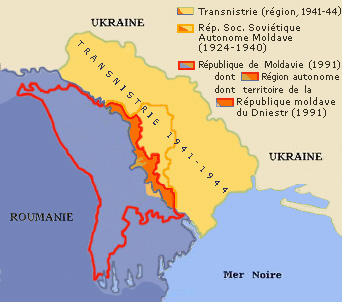
Cambi di frontiera in Transnistria: blu-Romania fino al 1940; arancione-attuale Transnistria; giallo-Transnistria fascista (1941-1944); linea rossa-Moldavia 1991; linea arancione-MASSR comunista

La regione della Transnistria nell'antichità era abitata da Daci e Sarmati; vi furono anche insediamenti greci e romani. Nel X secolo era popolata da tribù slave, daco-romani e nomadi turchi.
Fu sotto il controllo della Rus' di Kiev e del Granducato di Lituania; nel XV secolo l'area finì sotto il controllo dell'Impero ottomano. A quel tempo la popolazione era poca, di etnia mista moldava/rumena e ucraina, con presenza di nomadi Tatari.
Alla fine del XVIII secolo la regione fu colonizzata dall'Impero russo con lo scopo di difendere il confine sudoccidentale dell'impero: conseguenza di ciò fu una forte immigrazione di persone di nazionalità ucraina, russa e tedesca.

## Repubblica autonoma
Nel 1918 il Direttorio dell'Ucraina (a quel tempo indipendente) proclamò la sua sovranità sulla parte sinistra del fiume Nistro. A quel tempo, la popolazione era per il 48% ucraina, 30% rumeno-moldava, 9% russa e 8,5% ebrea. Un terzo di questa regione (la parte attorno alla città di Balta, con maggioranza ucraina) fa parte oggi dell'Ucraina. La regione divenne poi parte dell'Oblast' Autonoma di Moldavia creata nel 1922 nella RSS ucraina. L'entità fu trasformata in repubblica autonoma (RSSA) con capitale Balta nel 1923. La maggioranza della popolazione era di madrelingua rumena e nelle scuole si insegnava la lingua rumena.

## La seconda guerra mondiale
La RSS moldava fu istituita da una decisione del Soviet Supremo dell'URSS il 2 agosto 1940. Era formata da due parti: la Bessarabia (presa dalla Romania il 18 giugno, secondo il patto Molotov-Ribbentrop), dove la maggioranza della popolazione era di lingua rumena; una striscia di terra sulla sponda sinistra del fiume Nistro nella RSS ucraina, attuale Transnistria.
Nel 1941 le Potenze dell'Asse invasero la Bessarabia all'inizio dell'Operazione Barbarossa, arrivando fino al fiume Nistro. La Romania annesse l'intera regione tra il Nistro e il Bug meridionale, includendo la città portuale di Odessa, attualmente ucraina. L'Unione Sovietica riguadagnò l'area nel 1944, quando l'Armata Rossa penetrò nel territorio facendo indietreggiare le Potenze dell'Asse.

## La RSS di Moldavia
La RSS Moldava fu oggetto di una politica di sistematica russificazione, anche più dura che nel periodo zarista. Il cirillico divenne la scrittura ufficiale della lingua moldava. Esso aveva uno status ufficiale nella repubblica, insieme al russo, che era la lingua di comunicazione etnica.
La maggior parte delle industrie che furono create nella RSS di Moldavia era concentrata nella Transnistria, mentre il resto della Moldavia aveva una economia prevalentemente agricola. Nel 1990, la Transnistria rappresentava il 40% del PIL moldavo e il 90% della produzione elettrica.
La 14ª armata dell'esercito russo, che aveva sede in Moldavia, più precisamente Tiraspol, rimase anche dopo la caduta dell'Unione Sovietica per salvaguardare il più grande arsenale e deposito di munizioni in Europa. La Russia avviò un negoziato con le repubbliche di Moldavia, Transnistria ed Ucraina per trasferire i diritti sul materiale militare alla Russia.

## La separazione
Durante gli ultimi anni ottanta, la perestroika di Michail Gorbačëv permise la liberalizzazione politica a livello regionale. L'incompleta democratizzazione era preliminare per il nazionalismo che diventava la principale dinamica forza politica. Qualche minoranza politica si oppose a questi cambiamenti nella classe politica della Repubblica moldava, dato che dal tempo dei Soviet i politici locali sono stati spesso dominati dai non-rumeni, particolarmente da quelli di origine russa.
Le leggi sulla lingua introdussero l'alfabeto latino per la scrittura moldava, sebbene una grande porzione della popolazione non-rumena della RSS di Moldavia non parlasse il moldavo.
Il problema delle lingue ufficiali nella Repubblica Moldava divenne un nodo gordiano, esagerato e forse intenzionalmente politicizzato. Questo fastidio verso le nuove politiche era manifestato in maniera più visibile nella Transnistria, dove i centri urbani come Tiraspol avevano una maggioranza slava.
Secondo il censimento nel 1989, la popolazione nella Transnistria era il 39,9% moldavo, 28,3% ucraino, il 25,4% russo e 1,9% bulgaro.
Il 2 settembre 1990 fu proclamata unilateralmente la Repubblica Moldava di Transnistria (MRT). Il 25 agosto 1991 il Soviet Supremo dell'MRT adottò la dichiarazione di indipendenza. Il 27 agosto 1991 il parlamento moldavo votò la dichiarazione di indipendenza della Repubblica di Moldavia, il cui territorio includeva la Transnistria. Il parlamento moldavo chiese al Governo dell'URSS di "iniziare le negoziazioni con il Governo moldavo in modo da porre fine all'occupazione illegale della Repubblica della Moldavia e ritirarsi dal territorio moldavo", ovverosia di ritirare la 14ª armata da Tiraspol.
Le forze della 14ª armata però rimasero e combatterono a favore delle forze separatiste della Transnistria. I separatisti poterono armarsi con le dotazioni della 14ª armata: l'esercito moldavo era in posizione di inferiorità e non poteva attaccare la Transnistria. Un cessate il fuoco fu accettato e siglato il 21 luglio 1992.

## Gli anni novanta
Dopo l'accettazione del cessate il fuoco, la Russia continuò a provvedere militarmente, politicamente ed economicamente a supportare il regime separatista, rendendo possibile la sua sopravvivenza e il suo rafforzamento. Il Generale Aleksandr Lebed, comandante del ROG (nuovo nome della 14ª armata) dal giugno 1992, si comportava come un politico della Transnistria, ed affermò più volte che il suo esercito poteva raggiungere Bucarest in due ore. Nella zona di sicurezza controllata dalle forze di pace della Russia, il regime dell'MTR continuava a schierare le sue truppe illegalmente e ad alimentare un traffico internazionale illegale di armi. Nel febbraio 2003, gli USA e l'Unione europea imposero delle restrizioni contro la leadership della Transnistria.
L'OSCE sta provando ad avviare un negoziato stabile ed ha avuto una missione osservatrice nel posto per diversi anni. L'esercito russo è ancora schierato in territorio moldavo.

## Il memorandum Kozak
Nel luglio 2002, l'OSCE, la Russia e i mediatori dell'Ucraina approvarono un documento di principio per il ritorno della Moldavia ad un sistema federale. Fondamentali divisioni si sono però incontrate sulla forma dello Stato ed i poteri della federazione in fieri.
A metà novembre 2003, la Russia preparò un memorandum, con una dettagliata proposta per la costituzione di uno Stato federale moldavo unito. Pubblicato dapprima in Russia sul sito web del ministero degli esteri della Transnistria, il testo era promosso da Dmitrij Kozak, uomo di spicco dello staff del presidente Putin. Il memorandum Kozak rappresentava una rottura con la leadership della Transnistria, in quanto si prevedeva che la Transnistria avesse uno status comune al resto della Moldavia.
Per la Moldavia federale era stato proposto che le competenze di governo fossero divise in tre categorie: quelle della federazione, quella degli stati federati e quelle comuni. Questo piano presentava però diverse incognite, prima fra tutte il meccanismo elettivo delle due camere del parlamento federale: si prevedeva una camera bassa eletta con criterio proporzionale ed un senato composto da 13 membri eletti dalla camera bassa federale, 9 dalla Transnistria e 4 dalla Gagauzia. Si osservi che, secondo il censimento del 1989, la Transnistria ha il 14% della popolazione totale della Moldavia e la Gagauzia il 3,5%.
Grandi dimostrazioni contro il memorandum Kozak ebbero luogo a Chişinău nei giorni seguenti la pubblicazione delle proposte russe. La leadership moldava rifiutò di firmare questo memorandum senza la coordinazione delle organizzazioni europee. Una visita del presidente Putin in Moldavia fu cancellata. La Moldavia e il memorandum Kozak furono all'ordine del giorno all'incontro dei ministri dell'OSCE a Maastricht nel dicembre 2003. A causa del disaccordo tra la Russia da una parte e l'Unione europea e gli Stati Uniti dall'altra, la questione moldava fu una delle principali ragioni per cui una dichiarazione finale non fu adottata dopo il meeting.

## La crisi del 2004
Approssimativamente 11.200 bambini su 79.000 studenti della Transnistria sono educati nel linguaggio moldavo, molto simile al rumeno; nell'estate del 2004, le autorità della Transnistria chiusero con la forza 6 scuole che insegnavano il moldavo scritto in caratteri latini: circa 3.400 bambini furono colpiti da questa misura. Diversi insegnanti e genitori che si opposero alla chiusura furono arrestati; le scuole chiuse furono poi riaperte, ma con lo status di "istituzioni educative non-governative".
Durante la crisi, il governo moldavo decise di isolare la repubblica separatista dal resto del paese, ma il blocco era inefficiente causa la mancanza di cooperazione del governo ucraino filo-russo di Leonid Kučma. La Transnistria reagì con una serie di azioni miranti a destabilizzare la situazione economica nella Moldavia, tagliando la fornitura elettrica che, in Moldavia, è in gran parte garantita da centrali costruite in Transnistria nel periodo sovietico.

## Colloqui patrocinati dall'Ucraina
Nel maggio 2005, il governo ucraino filo-occidentale di Viktor Juščenko propose un piano in sette punti, secondo il quale l'eventuale separazione definitiva della Transnistria dalla Moldavia dovrebbe arrivare attraverso un negoziato stabile e libere elezioni. Gli Stati Uniti, l'Unione europea e l'MTR espressero di accettare il progetto. Nel luglio 2005, l'Ucraina aprì 5 nuovi valichi di confine tra Transnistria e Ucraina, pattugliati da ufficiali moldavi ed ucraini per ridurre l'alta incidenza del contrabbando. Nel 2005 anche l'Unione europea ha avviato una missione per ridurre il contrabbando tra la Transnisitria da una parte e l'Ucraina dall'altra.